# Illuminate (álbum)
Illuminate (en español: Iluminar) es el segundo álbum de estudio del cantante y compositor canadiense Shawn Mendes. Uno de los más vendidos del 2015. Fue lanzado el 22 de agosto de 2015, bajo Island Records y Universal Music. Hasta agosto del 2016 el álbum ha vendido más de 2.2 millones de copias alrededor del mundo.

## Sencillos
"Treat You Better" fue lanzado como el primer sencillo del álbum el 3 de junio de 2016. El vídeo musical fue lanzado el 12 de julio de 2016, y cuenta con una historia acerca de una relación abusiva. Desde su lanzamiento, "Treat You Better" ha alcanzado el número 6 en el Billboard Hot 100. Hoy en día el video tiene un billón de visitas en Youtube. Shawn escribió esta canción para concienciar a sus oyentes de que no hay que tolerar el abuso, contando una historia sobre una chica que sufre el machismo por parte de su novio, y añadiéndole un toque de amor, donde el cantante se enamora de dicha chica y le dice que el le podría tratar mejor.
El 20 de junio de 2017, lanzó el videoclip de There´s Nothing Holdin´ Me Back en Youtube, donde aparece con la modelo y actriz inglesa Ellie Bamber.

### Sencillos promocionales
Junto con la pre-orden de Illuminate, "Ruin" fue lanzado como primer sencillo promocional del álbum el 8 de julio de 2016. Su vídeo musical fue lanzado el 18 de julio de 2016. Gracias a este sencillo Shawn ha conseguido llegar a muchos más países y por tanto llegar a más personas y así tener miles de fanes nuevos. 
El 28 de julio de 2016, "Three Empty Words" fue lanzado como el segundo sencillo promocional del álbum.
"Mercy" fue lanzado como tercer sencillo promocional del álbum el 18 de agosto de 2016. El vídeo musical fue lanzado el 21 de septiembre de 2016

## Lista de canciones
| Illuminate (edición estándar) |                                   |                                                                 |                                           |          |  |
| N.º                           | Título                            | Escritor(es)                                                    | Productor(es)                             | Duración |  |
| 1.                            | «There's Nothing Holdin' Me Back» | Shawn Mendes Scott Harris Ido Zmishlany Geoff Warburton         | Jake Gosling                              | 3:19     |  |
| 2.                            | «Ruin»                            | Shawn Mendes Scott Harris Teddy Geiger Geoff Warburton          | Jake Gosling                              | 4:01     |  |
| 3.                            | «Mercy»                           | Shawn Mendes Robin Weisse Teddy Geiger Danny Parker Ilsey Juber | Geiger Gosling                            | 3:28     |  |
| 4.                            | «Treat You Better»                | Mendes Harris Geiger                                            | Geiger Dan Romer DJ "Daylight" Kyriakides | 3:07     |  |
| 5.                            | «Three Empty Words»               | Mendes Harris Warburton                                         | Gosling                                   | 3:19     |  |
| 6.                            | «Don't Be a Fool»                 | Mendes Harris Warburton                                         | Gosling                                   | 3:35     |  |
| 7.                            | «Like This»                       | Mendes Laleh Pourkarim Gustaf Thörn                             | Pourkarim                                 | 3:06     |  |
| 8.                            | «No Promises»                     | Mendes Harris Geiger                                            | Geiger                                    | 2:46     |  |
| 9.                            | «Lights On»                       | Mendes Harris Warburton                                         | Gosling                                   | 3:21     |  |
| 10.                           | «Honest»                          | Mendes Harris Warburton                                         | Gosling Harris                            | 3:19     |  |
| 11.                           | «Patience»                        | Mendes Harris Geiger                                            | Gosling                                   | 2:55     |  |
| 12.                           | «Bad Reputation»                  | Mendes Harris Warburton                                         | Gosling                                   | 3:18     |  |
| 13.                           | «Understand»                      | Mendes Warburton Geiger Harris                                  | Gosling                                   | 5:00     |  |
| 44:15                         |                                   |                                                                 |                                           |          |  |

| Illuminate (Deluxe edition (bonus tracks)) |                      |                                   |                |          |  |
| N.º                                        | Título               | Escritor(es)                      | Productor(es)  | Duración |  |
| 14.                                        | «Hold On»            | Mendes Warburton Harris           | Gosling        | 3:19     |  |
| 15.                                        | «Roses»              | Mendes Tobias Jesso Tom Hull      | Gosling        | 3:52     |  |
| 16.                                        | «Mercy» ((Acoustic)) | Mendes Weisse Geiger Parker Juber | Geiger Gosling | 3:39     |  |
| 52:05                                      |                      |                                   |                |          |  |

## Posicionamiento en listas

### Semanales
| País              | Lista                    | Mejor posición |
| ----------------- | ------------------------ | -------------- |
| Alemania          | Media Control Charts     | 21             |
| Australia         | Australian Albums Chart  | 3              |
| Austria           | Austrian Albums Chart    | 1              |
| Bélgica (Flandes) | Belgian Albums Chart     | 3              |
| Bélgica (Valonia) | Belgian Albums Chart     | 11             |
| Brasil            | Brazil Albums            | 6              |
| Canadá            | Canadian Albums Chart    | 5              |
| Dinamarca         | Danish Albums Chart      | 1              |
| Escocia           | Scottish Albums Chart    | 3              |
| España            | PROMUSICAE               | 5              |
| Estados Unidos    | Billboard 200            | 1              |
| Estados Unidos    | Top Album Sales          | 1              |
| Estados Unidos    | Digital Albums           | 1              |
| Francia           | French Albums Chart      | 16             |
| Grecia            | Greece Albums Chart      | 25             |
| Hungría           | Hungarian Albums Chart   | 21             |
| Irlanda           | Irish Albums Chart       | 1              |
| Italia            | Italian Albums Chart     | 3              |
| Noruega           | Norwegian Albums Chart   | 1              |
| Nueva Zelanda     | New Zealand Albums Chart | 2              |
| Países Bajos      | Dutch Albums Chart       | 1              |
| Polonia           | Polish Albums Chart      | 29             |
| Portugal          | Portuguese Albums Chart  | 1              |
| Reino Unido       | UK Albums Chart          | 3              |
| Suecia            | Swedish Albums Chart     | 1              |
| Suiza             | Swiss Albums Chart       | 2              |

### Certificaciones
| País           | Organismo certificador | Certificación    | Ventas certificadas | Ref.   |
| -------------- | ---------------------- | ---------------- | ------------------- | ------ |
| Alemania       | BVMI                   | Oro              | 100 000             | [ 39 ] |
| Austria        | IFPI — Austria         | Platino          | 15 000              | [ 40 ] |
| Brasil         | Pro-Música Brasil      | Platino          | 40 000              | [ 41 ] |
| Canadá         | Music Canada           | Platino          | 80 000              | [ 42 ] |
| Dinamarca      | IFPI — Dinamarca       | 2× Platino       | 40 000              | [ 43 ] |
| Estados Unidos | RIAA                   | 2× Platino       | 2 000 000           | [ 44 ] |
| Francia        | SNEP                   | Oro              | 50 000              | [ 45 ] |
| Italia         | FIMI                   | Platino          | 50 000              | [ 46 ] |
| México         | AMPROFON               | 2× Platino + Oro | 150 000             | [ 47 ] |
| Noruega        | IFPI — Noruega         | Oro              | 15 000              | [ 48 ] |
| Polonia        | ZPAV                   | Oro              | 10 000              | [ 49 ] |
| Reino Unido    | BPI                    | Oro              | 100 000             | [ 50 ] |
| Suecia         | IFPI — Suecia          | 2× Platino       | 80 000              | [ 51 ] |